# Момчило Мома Антоновић
Момчило Мома Антоновић (Крушевац, 29. октобар 1938 — Београд, 23. јануар 2019) био је српски сликар и универзитетски професор. Антоновић је био дугогодишњи декан и професор на Факултету ликовних уметности Универзитета уметности у Београду. Имао је више од сто самосталних изложба уз учешће на многобројним колективним изложбама широм света. Добитник је многобројних награда и признања за свој рад.

## Биографија и каријера
Рођен је 29. октобра 1938. године у породици Радмиле и Јована Антоновића. У родном Крушевцу завршио је основну школу. Од раног детињства био је заинтересован за уметност и књижевност, а као деветогодишњак написао је прву песму. Од 1948. године похађао је гимназију у Краљеву, када је објавио своју прву приповетку Мој стриц Младен, а након тога и песму Зелена сивина.
Године 1957. Антоновић је постао илустратор Ибарских новина и главни уредник подлиска Освит. Поред књижевности и посла илустратора, играо је фудбал у Слоги Краљево и тренирао атлетику у клубу Младост.
Као гимназијалац, 1958. године у Краљеву је отворио прву самосталну изложбу под називом Кровови Краљева, за коју је добио позитивне критике у штампи и након тога одлучио да упише Факултет ликовних уметности у Београду. Професори на академији били су му Стојан Ћелић, Мирјана Михаћ, Младен Србиновић и Зоран Петровић. Године 1963. завршио је Академију ликовних уметности у класи професора Недељка Гвозденовића, код којег је завршио и постдипломске студије.
Члан Удружења ликовних уметника Србије постао је 1964. године, а до 1973. стварао је као слободан уметник приредивши изложбе у Краљеву 1958, 1982. и 1966. године и у Београду 1968. године.
За асистента на Академији ликовних уметности у Београду изабран је 1973. године, а предавао је предмете сликања и цртања. Био је такође шеф сликарског одсека и продекан за наставу, а редовни професор постао је 1988. године. У три мандата био је декан Факултета ликовних уметности; 1988-1990, 1990-1992 и 1998-2000.
Усавршавао се у Француској, Италији, Немачкој, Грчкој, Сједињеним Државама, Енглеској, Шкотској, Белгији, Холандији, Шпанији и Мађарској.
Предавао је и у Школи лепих уметности у Будимпешти, на Уметничком колеџу у Единбургу и многим другим школама.
Током каријере имао је више од сто самосталних изложби, а за своја дела добио је велики број награда и признања.
Преминуо је 23. јануара 2019. године у Београду, где је живео и стварао. Комеморација поводом смрти одржана је у Атријуму Народног музеја. Сахрањен је 28. јануара у Алеји заслужних грађана на Новом гробљу у Београду.

## Награде
- Београд, Прва награда за графику листа Студент (1961)
- Београд, Прва награда за плакат Дан Републике (1970)
- Београд, Прва награда за плакат Месец књиге (1972)
- Београд, Награда за сликарство на Пролећној изложби УЛУС-а
- Београд, Златна плакета УЛУС-а
- Београд, Откупна награда на изложби Београд - инспирација сликара (1974)
- Тузла, Откупна награда на Трећој изложби југословенског портрета (1975)
- Београд, Откупна награда на изложби Београд - инспирација сликара (1976)
- Београд, Друга награда на изложби Београд - инспирација сликара (1978)
- Београд, Награда за сликарство на 21. октобарском салону (1980)
- Београд, Премија и признање за најбоље остварење 1983. године (1983)
- Београд, Златно перо Београда - награда РУ Ђуро Салај (1985)
- Београд, Октобарска награда града Београда (1988)
- Краљево, Новембарска награда града Краљева
- Београд, Друга награда на изложби Сликари Београду - Београд сликарима (1993)
- Београд, Златни беочуг КПЗ Београда (1994)
- Доњи Милановац, Сребрна ружа на 1. колонији Ружа (1995)[6]
- Београд, Златна значка КПЗ Србије (1997)
- Зрењанин, Друга награда на Бијеналу акварела Југославије
- Сремски Карловци, Трећа награда Сликарске колоније акварела и цртежа (2002)
- Београд, Прва награда Друштва београдских уметника 6. април (2003)
- Сремски Карловци, Прва награда за акварел Златно кандило (2006)
- Мексико Сити, Награда на 8. Интернационалном бијеналу акварела (2009)
- Београд, Награда за животно дело Друштва београдских уметника 6. април (2010)
- Београд, Вукова награда КПЗ Србије за 2013. годину (2014)
- Сремски Карловци, Награда за акварел Јаков Орфелин (2016)